# Vertretung des Freistaates Bayern beim Bund
Die Vertretung des Freistaates Bayern beim Bund hat ihren Sitz in der Behrenstraße 21/22 im Berliner Ortsteil Mitte des gleichnamigen Bezirkes.
Bis zum Umzug des Bundesrates nach Berlin hatte die Landesvertretung ihren Sitz in Bonn in der Schlegelstraße 1.

## Behörde
Das Bayerische Staatsministerium für Bundes- und Europaangelegenheiten in der Bayerischen Staatskanzlei war früher für die Vertretung zuständig, bevor im Oktober 2013 die Bundesangelegenheiten an den Chef der Staatskanzlei übertragen wurden.

## Gebäude

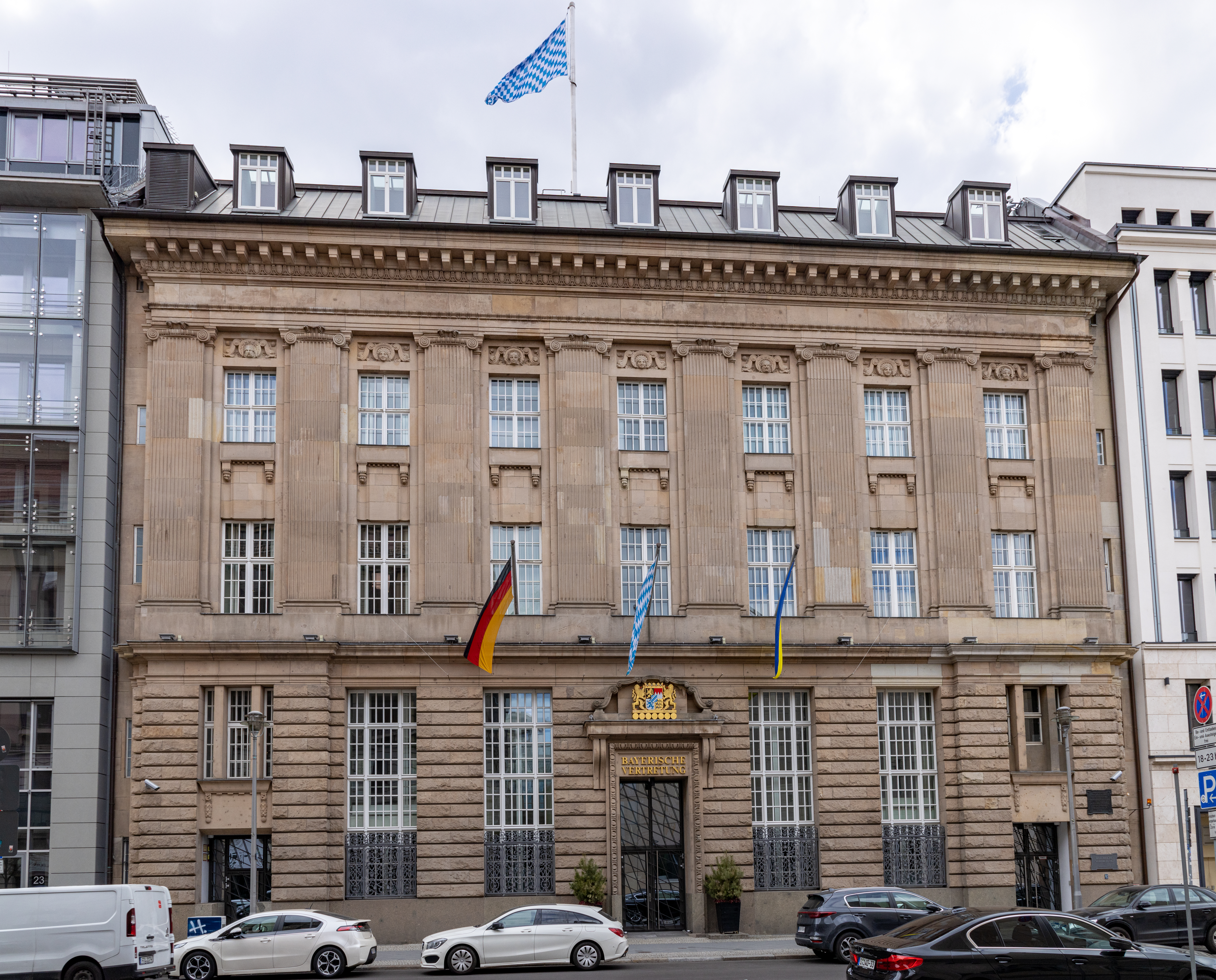
Bayerische Vertretung in Berlin

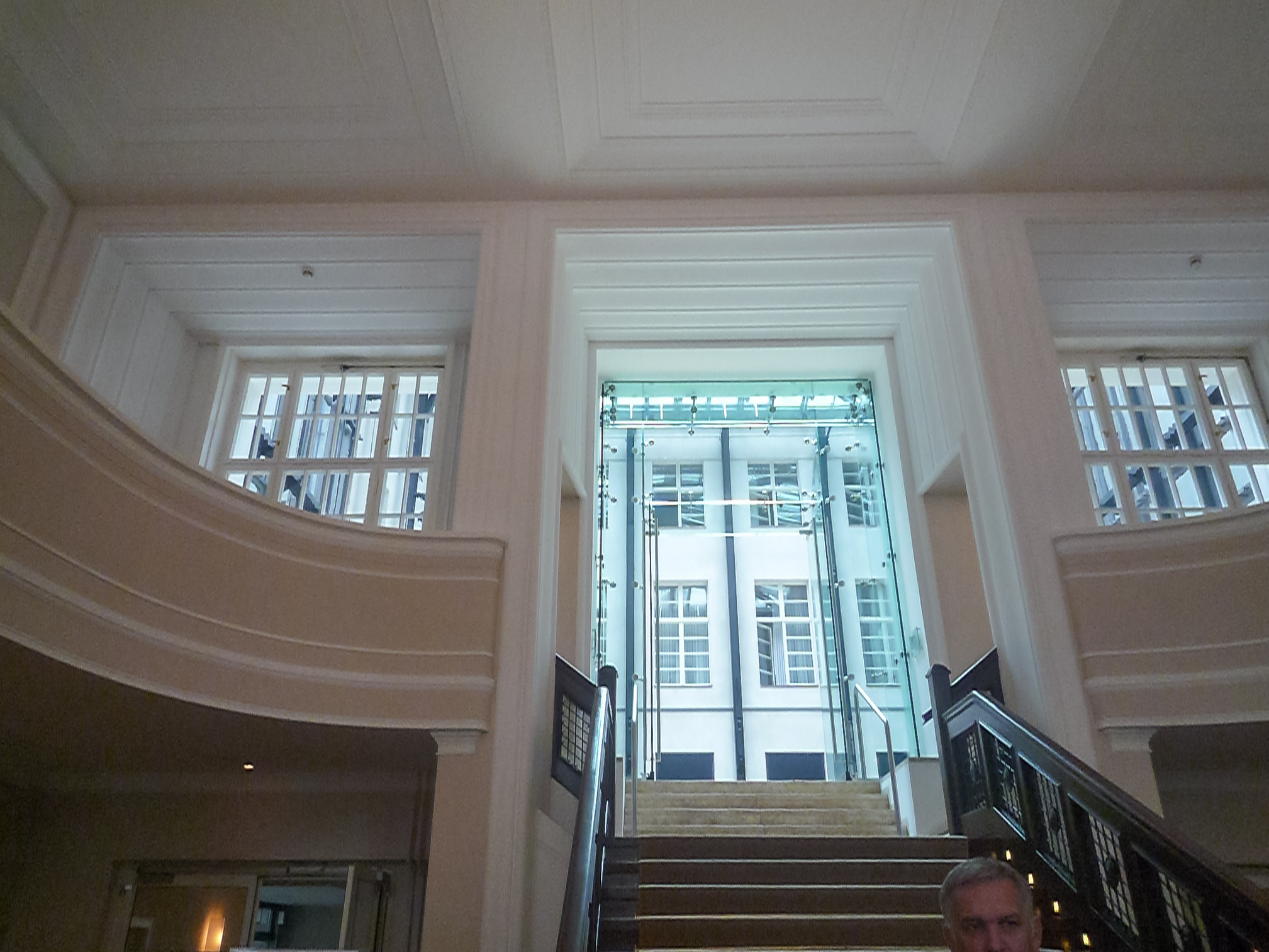
Foyer der Landesvertretung

Das Grundstück Behrenstraße 21/22 hatte bis zum Zweiten Weltkrieg eine wechselvolle Geschichte, so lebte unter anderem der Mathematiker Leonhard Euler von 1743 bis 1766 dort.
Zwischen 1911 und 1912 errichtete das Architekturbüro Bielenberg & Moser (Richard Bielenberg [1871–1929] und Josef Moser [1872–1963]) das heutige Gebäude für den A. Schaaffhausen’schen Bankverein, durch Fusion ging es zunächst in den Besitz der Disconto-Gesellschaft und anschließend der Deutschen Bank über. Zu DDR-Zeiten gehörte es nacheinander der Notenbank der DDR, dem Ministerium für Verkehrswesen und dem VEB Dampferzeugerbau, der in dem Gebäude seinen Sitz hatte.
Im Mai 1992 erwarb der Freistaat Bayern das Grundstück und vergab im August 1995 den Planungsauftrag an das Staatliche Hochbauamt Aschaffenburg. Im Dezember des gleichen Jahres wurde der Umbau europaweit öffentlich ausgeschrieben, den Zuschlag erhielt im Juli 1996 eine Arbeitsgemeinschaft aus Bayerischer Landesbank, Philipp Holzmann AG und Bayerischer Industrie und Gewerbe Bau GmbH & Co. Einzige größere Veränderung war die Überdachung des Innenhofs, um ihn für Veranstaltungen nutzen zu können. Am 10. Dezember 1998 wurde das Gebäude eingeweiht. Die Kosten für den Gesamtkomplex betrugen 34,56 Millionen Euro.
Im Tresorraum des ehemaligen Bankgebäudes gibt es einen Bierkeller sowie eine fränkische Weinstube.

## Bevollmächtigte Bayerns beim Bund
- Karolina Gernbauer, seit Januar 2019
- Rolf-Dieter Jungk, 2016–2018
- Anton Hofmann, 2013–2016
- Emilia Müller, 2008–2013
- Markus Söder, 2007–2008
- Emilia Müller, 2005–2007
- Friedrich-Wilhelm Rothenpieler, 2003–2005
- Reinhold Bocklet, 1998–2003
- Ursula Männle, 1994–1998
- Johann Böhm, 1993–1994
- Thomas Goppel, 1990–1994
- Georg Freiherr von Waldenfels, 1987–1990
- Peter M. Schmidhuber, 1978–1987
- Franz Heubl, 1962–1978
- Claus Leusser,1951–1963
- Ernst Rattenhuber, 1949–1951